# Bulcsú utca
Pour les articles homonymes, voir Bulcsú.
Bulcsú utca est une rue de Budapest, située dans les quartiers de Terézváros (6e arrondissement) et d'Angyalföld (13e arrondissement).